# ロシア国立図書館 (モスクワ)
ロシア国立図書館（ロシアこくりつとしょかん、ロシア語: Российская государственная библиотека, 英語: Russian State Library）は、ロシアの首都モスクワにある国立図書館である。ソ連時代の名称は国立レーニン図書館。ロシア国内最大であるとともに、世界でも最大級である。なお、ロシアには、もうひとつ「ロシア国立図書館」（Russian National Library）と訳される公共図書館がサンクトペテルブルクにあるが、全く別の図書館である。
モスクワのロシア国立図書館が設立されたのは、1862年6月1日のことである。当時はモスクワ初の公共図書館として、「モスクワ公立博物館とルミャンツェフ博物館の付属図書館」、あるいは単に「ルミャンツェフ図書館」と呼ばれていた。ソ連時代の1925年から1991年までは「ソヴィエト社会主義共和国連邦国立ヴェ・イ・レーニン図書館」と改称されていたが、1992年に現在の名称になった。1922年から1991年には、いわゆる納本制度によってソ連国内で出版された書籍は、少なくとも一冊をこの図書館に納めることが義務付けられていた。現在でも類似のシステムは残っており、この図書館はロシア国内で出版された文献を各一冊ずつ納めなければならないことが、法的に定められている。
現在、図書館内の書棚は全長275km以上(およそ東京から滋賀県大津市まで)にもなり、収蔵している資料数は4200万点にも及ぶ。そこには1700万点の書籍、1300万点の新聞、35万点の楽譜・音声資料、15万点の地図などが含まれている。
ロシア語文献のみでなく、世界の247言語の文献が収められており、外国語資料の占める割合は全体の約3割にもなる。
図書館の正門前には、ロシアの文豪ドストエフスキーの記念碑が建てられている。